# 軍忠状
軍忠状（ぐんちゅうじょう）とは、中世日本において、参陣や軍功などを証する書類。

## 概要
中世日本において武士同士の主従関係は、御恩と奉公により成り立っており、主人の軍事行動に当たり家来が手勢を引き連れ参陣し、または戦場において軍功を挙げた場合（奉公）、主人はこれに対し、その「参陣」「軍功」が単なる私闘・私戦ではなく正当性のある「公戦」におけるものだと認定し、本領を安堵したり、新領地を恩賞として与えたり（新恩給与）すべきものとされていた。そのため、後日の恩賞のため、参陣や軍功の事実を証する必要が生じ、かかる文書が主人名にて発給されることになった。
こうした多くの軍忠状が作成されたのは、戦いが武士の自主性に任せられていたことを物語っているが（後述書）、その内容から戦闘の規模が小さく、死傷者が少ないことが判明している。(ただし、軍忠状の内容は基本的には戦勝側の内訳であり、記入対象は士分以上の者のみである。)
14世紀後半となると、各地の武士の手元に残る軍忠状が著しく少なくなり、守護を中心とした新たな秩序が形成される方向が見えてくる。
文書の様式は、まず文書先頭に自分の名前を書き、以下に軍忠の具体的事実を書くことを宣言する（「誰々申軍忠事」という文言になることが多い）。次に軍忠の具体的事実、例えば合戦への従軍・敵に与えた損害・自軍の損害といったことを書く。さらに同所で戦った武将の名前を挙げて、自身の軍忠の証明とする（具体的に名前を出さない場合もあり）。そして最後に「軍忠認定の証判を賜り、後日（の恩賞の）証拠としたい」といった旨の文言（文言は各文書で微妙に異なる）を記し、「以此旨可有御披露候」と文章を結ぶ。宛所は「進上　御奉行所」と書かれることが殆どである。
こうして軍勢の統括者に提出された軍忠状は、内容に問題が無ければ、文書末尾（先頭の場合もあり）にその統括者の証判（花押）と文書を一読し承諾した旨（「一見了」「承了」「無相違」などの文言）が書かれて効力が発生する。
これとは異なり、主人側にて書類を起案・交付するケースもある。